# 김순량
김순량(金順良, ? ~ 1592년)은 임진왜란 때 조선의 평민이다.
일본군에게 소 한 마리를 받고 포섭되어 간첩 노릇을 했다. 그러다 제4차 평양성 전투 직전에 유성룡의 방첩 활동에 의해 발각되어 체포되어 참수한 뒤 조리돌려졌다. 이때 김순량과 같이 발각되어 처형된 간첩들이 40여 명에 달했는데, 이 방첩 결과는 평양성 전투와 관련된 군사정보가 미처 일본군에게 누설되지 않게 하는 데 크게 기여했다.